# Roman Sidorowicz
Roman Duco Sidorowicz (* 8. August 1991 in Thalwil, Kanton Zürich) ist ein ehemaliger Schweizer Handballspieler.

## Leben
Sidorowicz wuchs in Horgen auf und begann mit dem Handballtraining im Jahr 1998 beim Handball Club Horgen. Im Jahr 2006 wechselte er zum ZMC Amicitia Zürich, bei dem er alle Juniorenmannschaften durchlief. Im Jahr 2010 debütierte er mit dem ZMC in der Nationalliga A. Im Jahr 2010 fusionierte ZMC mit dem Grasshopper Club Zürich zum GC Amicitia Zürich, für die er fortan auflief. Während der Saison 2014/15 wechselte er zu Pfadi Winterthur.
Im Dezember 2018 unterschrieb Sidorowicz einen Profivertrag beim deutschen Bundesligisten MT Melsungen. Nach der Saison 2018/19 belegte er mit der Mannschaft den 5. Platz; seine Vertragslaufzeit wurde um ein Jahr bis 2019/20 verlängert. Ab der Saison 2020 erhielt er schließlich einen Vierjahresvertrag bei seinem alten Verein Pfadi Winterthur. Mit Pfadi gewann er 2021 die Schweizer Meisterschaft. Nach der Saison 2021/22 beendete er seine Karriere.
In den Jahren 2010 bis 2012 bestritt Sidorowicz für die polnische U21-Nationalmannschaft elf Spiele und für die polnische B-Auswahl neun Spiele. 
Für die Schweizer Nationalmannschaft bestritt Sidorowicz ab 2014 76 Länderspiele, in denen er 171 Tore erzielte.